# N-S 71 V sedle
N-S 71 V sedle (dnes známý jako Muzeum Studené války Kahan III) je samostatný pěchotní srub těžkého opevnění, který byl součástí pevnostního systému předválečné Československé republiky a v 80. letech 20. století byl v rámci akce Kahan přestavěn pro zajištění telekomunikačního spojení složek Ministerstva vnitra v případě válečného konfliktu během studené války (v souvislosti s výstavbou protiatomového krytu v tvrzi Hanička). Nachází se v katastru Dobrošov (součást města Náchod), v lese mezi vrcholkem Malinové hory a silnicí z Náchoda do České Čermné, v nadmořské výšce 587 m. Jeho pravým sousedem je N-S 70b Cyril (vzdálený 322 m) levým N-D-S 72 Můstek, součást tvrze Dobrošov (vzdálený585 m) . N-S 71 je samostatný, oboustranný, dvoukřídlý, dvoupodlažní pěchotní srub, postavený ve III. stupni odolnosti a lomený vlevo.

## Historie
Pro pravou střeleckou místnost objektu N-S 71 bylo původně plánováno použití zbraně L2, ale nakonec byly v rámci sjednocení výzbroje obě strany osazeny běžnou kombinací L1 a M. Zajímavostí objektu je strop levého křídla objektu, atypicky zesílený až na 3 m, což je tloušťka normálně používaná jen u objektů IV. stupně odolnosti.
Pěchotní srub byl k výstavbě zadán spolu s dalšími objekty 18. května 1937 v režii ŽSV Náchod v rámci stavebního podúseku 3. / V. – Polsko. S přípravou stavby N-S 71 se začalo 28. června 1937, betonáž objektu proběhla ve dnech 4.–11. dubna 1938. Jeho kubatura železobetonu je 1895 m3.
V době Mnichovské dohody byl objekt stavebně dokončen, opatřen zvonem, z větší části vybaven a vyzbrojen. Osazeny byly všechny těžké i lehké kulomety, ze dvou protitankových kanonů byl osazen jen ten v levé střelecké místnosti. Pěchotní sruby N-S 70a, N-S 70b a N-S 71 v sousedství dělostřelecké tvrze Dobrošov obsazovali příslušníci 6./18. hraničářské roty npor. pěch. Jana Vozničky, kteří byli ubytování v Jiráskově chatě.
Po odstoupení pohraničí zůstal objekt spolu s velkou částí linie opevnění na Náchodsku na československém území. Za německé okupace byly vytrženy oba zvony a střílny hlavních zbraní. V té době byla také zničena blízká linie lehkého opevnění vzor 37, jak bylo na území protektorátu pravidlem.

### Kahan III
V polovině 70. let minulého století, v době tzv. studené války, se o pohraniční opevnění začalo zajímat Federální ministerstvo vnitra ČSSR. Zatímco tvrz Hanička u Rokytnice v Orlických horách byla pod krycím názvem Kahan I a Kahan II přestavěna na operační středisko a vládní kryt pro případ vypuknutí jaderného konfliktu, skupina pěchotních srubů N-S 70a, N-S 70b a N-S 71 byla od roku 1986 pod krycím názvem Kahan III přestavována na zodolněné vysílací středisko I. správy Sboru národní bezpečnosti, které by umožňovalo funkci systému zahraničního spojení ve válečných podmínkách. Mělo sloužit jako záložní radiokomunikační středisko za mírové radiokomunikační středisko u obce Charbuzice u Hradce Králové. Mělo jako jediný objekt v ČSSR plnit speciální úkoly při řízení obrany státu a zajištění telekomunikačního spojení mezi státy Varšavské smlouvy.
Objekt N-S 71 měl sloužit jako záložní zdroj elektrické energie pro vysílač, který stojí na Malinové hoře v blízkosti objektů N-S 70a a N-S 70b. Ke srubu byla z čelní části přistavěna technologická část s elektrocentrálami, nádržemi na naftu, rozvaděči a klimatizací. Původní pěchotní srub ze 30. let byl určen pro obsluhu a po stavební stránce byl vzhledem ke své původní podobě zcela znehodnocen zazděním střílen, vybouráním nových vchodů a změnami vnitřní dispozice. Z původních pancéřových prvků se zachovala jediná střílna N vpravo od vchodu. Přestavba probíhala od roku 1986 do začátku 90. let. V rámci utajení stavby byla záměrně šířena dezinformace, že se jedná o vodárnu.
Koncem roku 1991 padlo rozhodnutí o dočasném přerušení všech prací akce Kahan III. Nikdy však už k dokončení nedošlo. Od počátku 90. let byly objekty ve správě Policie České republiky, přes deset let chátraly a vnitřní zařízení bylo částečně rozkradeno. Zatímco objekty N-S 70a a N--S 70b spolu s vysílačem zůstaly veřejnosti nepřístupné, areál srubu N-S 71 Sedlo byl roku 2002 nabídnut k pronájmu Klubu čs. opevnění „Montace“ (který provozuje muzeum opevnění v pěchotním srubu N-S 85 Montace v Náchodě). Dne 14. března 2003 klub převzal objekt do své správy a od roku je 2004 zpřístupnil pro veřejnost jako muzeum. Zpočátku nebyl znám účel přestavby objektu, až po roce 2012 bylo možné začít bádat v Archivu bezpečnostních složek. Expozice je věnována obecně plánům na obranu státu v době studené války. K vidění je mimo jiné strojovna s třemi dieselagregáty, krátkovlnný vysílač o výkonu 20kW, technologické vybavení pro provoz objektu a další dobová výbava.

## Výzbroj
hlavní zbraně na levé straně
- zbraň L1 (4cm kanón vz. 36 spřažený s těžkým kulometem vz. 37)
- zbraň M (dva spřažené těžké kulomety vz.37 ráže 7,92 mm)

hlavní zbraně na pravé straně
- zbraň L1 (4cm kanón vz. 36 spřažený s těžkým kulometem vz. 37)
- zbraň M (dva spřažené těžké kulomety vz.37 ráže 7,92 mm)

další výzbroj
- 4 zbraně N (lehké kulomety vz. 26) k ochraně střílen hlavních zbraní a prostoru před vchodem
- 2 zbraně N v pancéřových zvonech určené k ochraně okolí objektu
- 3 granátové skluzy

## Okolní objekty
- N-S 70a Josef
- N-S 70b Cyril
- N-D-S 72 Můstek